# Зимин, Евгений Владимирович
Евге́ний Влади́мирович Зими́н (6 августа 1947, Москва — 28 декабря 2018, там же) — советский хоккеист, нападающий, российский спортивный функционер, тренер и комментатор. Заслуженный мастер спорта СССР (1968). Заслуженный тренер РСФСР (1981).

## Биография
Начинал играть в школе московского «Локомотива» у тренера Бориса Тихоновича Кушталова. С 16 лет — в основном составе «Локомотива». В играх за железнодорожников его приметил главный тренер «Спартака» Всеволод Бобров и пригласил выступать за его команду.
Зимин быстро освоился в «Спартаке». В 1966 после ухода из спорта Евгения Майорова Зимина поставили в тройку к Борису Майорову и Вячеславу Старшинову.

Женя был неповторимым игроком! Абсолютно непредсказуемым за счёт манёвренности и великолепной техники. Умел взрываться, был в звене этаким реактивным истребителем. При этом в жизни он очень коммуникабельный. Его врождённая интеллигентность лично меня всегда привлекала.— вспоминает Борис Майоров («Советский спорт», 6 августа 2007 г.)
В 1970-е уже играл в одной тройке с Владимиром Шадриным и Александром Якушевым — как в «Спартаке», так и в сборной команде.
2 сентября 1972 года в Монреале Зимин забросил первую шайбу сборной СССР в ворота канадцев в первом матче Суперсерии 1972 года при счёте 0:2. Также Зимин забросил шестую шайбу за сборную СССР в этом матче, который закончился со счётом 7:3.
В «Спартаке» играл до 1974 года, стал дважды чемпионом СССР. В 1974 году призван в армию, выступал за СКА МВО (1974—1976). Последний сезон в карьере (1976/77) провёл в «Крыльях Советов», в составе которых завоевал Кубок европейских чемпионов (1977).
Всего чемпионатах СССР в 315 проведённых матчах забросил 185 шайб.
С 1980 по 1981 год — директор СДЮСШОР «Спартак» (Москва).
По окончании карьеры на тренерской работе. В 1981 году — старший тренер юниорской сборной СССР — чемпиона Европы. В сезоне 1984/1985 годов работал старшим тренером «Спартака».
В 1994—2004 годах — главный тренер команды «Звёзд России» на турнирах «Кубка Спартака».
В 1996 году — тренер сборной на Кубке Мира. Также Зимин работал с юношеской сборной страны, которая вместе с ним становилась чемпионом Европы.
В 1990-е — генеральный менеджер «Спартака» (1996), скаут «Филадельфии Флайерз» (1998, 2002), менеджер «Металлурга» (Новокузнецк) в 1999. В марте 2009 года назначен советником гендиректора ХК МВД по спортивным вопросам.
С 1 августа 2009 по 30 апреля 2011 года — скаут Центрального скаутского бюро КХЛ.
С 1 мая 2011 по 1 октября 2013 года — главный скаут Центрального скаутского бюро КХЛ.
С 6 ноября 2013 года по 28 декабря 2018 года — президент Национальной Скаутской Ассоциации.

### Семья
Супруга — Зимина Наталья Ивановна (1943—2012) с 1968 года по 1998 год работала в Дипломатическом корпусе СССР. Сын Евгений (1971 года рождения), бизнесмен.

### Работа в СМИ
С 1986 по 1992 год — сотрудник ЦТ СССР. В 1986—1990 годах — ведущий новостей спорта в программе «Время». В 1994 году в паре с Александром Барминым комментировал хоккейный Кубок Спартака на МТК. С 2001 по 2002 год — комментатор спортивного канала 7ТВ.
В 2004 году работал комментатором трансляций с чемпионата мира по хоккею на телеканале ТВ Центр. В 2010 году работал хоккейным комментатором «Первого канала» на Олимпийских играх в Ванкувере. Выступал как хоккейный эксперт в некоторых сетевых изданиях.

### Смерть
Скончался 28 декабря 2018 года в Москве в 0:20. Причиной смерти явилось обострение заболевания ХОБЛ.
Похоронен на Преображенском кладбище (участок № 28).

## Достижения
- Олимпийский чемпион (1968 и 1972)
- чемпион мира (1968, 1969, 1971). На чемпионатах мира и зимних Олимпийских Играх в 19 матчах забил 7 голов.
- чемпион Европы (1968, 1969)
- вице-чемпион Европы (1971)
- Участник Суперсерии СССР — Канада 1972 года. Автор первой шайбы сборной СССР в серии.
- Обладатель Кубка европейских чемпионов 1977
- Двукратный чемпион СССР (1967 и 1969)
- Обладатель Кубка СССР (1970 и 1971)

## Награды
- орден Почёта (26 декабря 2011 года) — за большой вклад в развитие физической культуры и спорта и многолетнюю добросовестную работу[13]
- Две медали «За трудовую доблесть»

первая (24 июля 1968 года) — за успехи, достигнутые в развитии советского физкультурного движения
вторая (22 мая 1981 года) — за большой вклад в развитие советского хоккея и успешное выступление на чемпионате мира и Европы 1981 года по хоккею
- медаль «За трудовое отличие» (3 марта 1972 года) — за высокие спортивные достижения на соревнованиях XI зимних Олимпийских игр[16]
- Благодарность Президента Российской Федерации (10 сентября 2016 года) — за заслуги в области физической культуры и спорта, большой вклад в развитие отечественного хоккея[17]